# Cheeka
Cheeka é uma cidade e uma municipal committeel no distrito de Kaithal, no estado indiano de Haryana.

## Demografia
Segundo o censo de 2001, Cheeka tinha uma população de 32 126 habitantes. Os indivíduos do sexo masculino constituem 55% da população e os do sexo feminino 45%. Cheeka tem uma taxa de literacia de 59%, inferior à média nacional de 59,5%; a literacia no sexo masculino é de 65% e no sexo feminino é de 53%. 14% da população está abaixo dos 6 anos de idade.